# Batman (gra komputerowa 1989)
Batman – komputerowa gra akcji (znana również pod tytułem Batman: The Movie) wydana w roku 1989 bazująca na filmie mającym premierę w tym samym roku i noszącym ten sam tytuł. Gra została wydana na platformy: Amiga, Amstrad CPC, Atari ST, Commodore 64, MS-DOS oraz ZX Spectrum przez firmę Ocean Software.

## Rozgrywka
Gra składa się z pięciu etapów bazujących na wydarzeniach przedstawionych w filmie. Każdy z etapów jest ograniczony czasowo, a także zawiera limit energii życiowej gracza.
W pierwszym etapie gracz steruje poczynaniami Batmana i porusza się po Axis Chemical Plant, by w ostateczności doprowadzić do konfrontacji z głównym przeciwnikiem, którym jest Jack Napier. W wyniku starcia protagonisty z antagonistą Jack Napier wpada do kadzi z kwasem, co doprowadza do jego przemiany w Jokera. Rozgrywka toczy się tutaj jak w typowej grze platformowej: postaci widziane są z boku, a główny bohater przemieszcza się po planszy widzianej w przekroju. Gracz będący Batmanem może używać Batarangów do pokonywania swoich przeciwników, natomiast liny z chwytakiem do przechodzenia na wyższe poziomy planszy, bądź do przeskakiwania ponad przeszkodami w postaci dziur w podłodze.
W drugim etapie gracz kontroluje Batmobil, czyli auto Batmana. Jego zadaniem jest omijanie przeszkód i skręcanie w boczne uliczki, by w ostateczności dotrzeć do celu podróży.
Trzeci etap jest typową sekcją rozwiązywania zagadek. Zadaniem gracza jest zidentyfikowanie komponentów użytych w zabójczym chemicznym produkcie o nazwie Smilex, który to został stworzony przez Jokera w celu rozproszenia go po świecie.
Czwarty etap odbywa się w trakcie parady zorganizowanej przez Jokera. Zadaniem Batmana jest odcinanie balonów zawierających trujący gaz przy pomocy Batwinga (latającego wehikułu Batmana).
Ostatni piąty etap jest podobny do pierwszego etapu. Tym razem jednak scenerię stanowi Katedra w Gotham City, a zadaniem jest dotarcie do Jokera i ostateczna konfrontacja z nim.

## Odbiór gry
W styczniu 1990 roku gra zajmowała pierwsze miejsce w przypadku Spectrum, zdobyła także nagrodę Game of the Year (Gra Roku) przyznaną przez magazyn Crash. Computer Gaming World zarekomendowało grę dla użytkowników Amigi, zwróciło także uwagę na zbyt dużą liczbę błędów w wersji dla Commodore 64.